# Sōtīrios Zarianopoulos
Sōtīrios Zarianopoulos (in greco Σωτήριος Ζαριανόπουλος?; Salonicco, 16 febbraio 1961) è un politico greco, membro del Parlamento europeo e del Partito Comunista di Grecia.
Dal 2006 è dirigente del Partito Comunista di Grecia. Nel 2014 viene eletto europarlamentare.